# Mythanalyse
Pour les articles homonymes, voir Analyse.
Le concept de mythanalyse est développé en France dans les années 1980 sous la plume de Gilbert Durand et celle d'Hervé Fischer. Mais le mot même de mythanalyse est apparu en France avec la publication en 1961 de l'ouvrage de Denis de Rougemont Comme toi-même, Essais sur les mythes de l'amour. Pour Pierre Brunel : " Mythanalyse” est un mot qui appartient d'abord à Denis de Rougemont. Je lui en rendrai donc la paternité, abusivement revendiquée par Gilbert Durand. » Cependant Gilbert Durand a bien rendu hommage à Denis de Rougemont et à d'autres précurseurs (H.Wölfflin, E. d'Ors, P.Sorokin) dans la préface de Figures mythiques et visages de l'œuvre de la mythocritique à la mythanalyse.

## Objet d'étude

### Mythe littéraire et mythe littérarisé
André Signanos propose une distinction, ni systématique ou excluante et invitant à une approche interdisciplinaire, entre mythe littérarisé et mythe littéraire. Le mythe littérarisé est un mythe dont le texte fondateur, sans être littéraire, reprend un ancien fonds collectif oral. « Il s’agira d’un mythe littéraire si le texte fondateur se passe de tout hypotexte non fragmentaire connu, création littéraire fort ancienne qui détermine toutes les reprises à venir, en triant dans un ensemble mythique trop long (type œdipe avec œdipe-Roi ou Dionysos avec Les Bacchantes [...] le texte fondateur s’avère être une création littéraire individuelle récente (type Don Juan) »,.

### Mythes littéraires
- Antigone
- Tristan
- don Juan
- Faust
- Dionysos
- Robinson Crusoé

## Théoriciens

### Gilbert Durand
Gilbert Durand est un anthropologue des mythologies qui a réhabilité l'imaginaire, dévalorisé dans la tradition occidentale rationaliste, et dont il fait le substrat de la vie mentale. Professeur à l'université de Grenoble II, fondateur de ce que l'on a appelé L'École de Grenoble et du Centre de recherche sur l'imaginaire, il est notamment l'auteur de : Les Structures anthropologiques de l'imaginaire, 1960 et Figures mythiques et visage de l'œuvre, de la mythocritique à la mythanalyse, 1978. On retiendra aussi L'Imagination symbolique, 1964 et L'Âme tigrée, 1980. Influencé par Carl Gustav Jung (il a participé régulièrement aux Rencontres d'Éranos) et Gaston Bachelard, il situe l'origine des mythes dans l'angoisse existentielle des hommes face à la perspective de la mort.
Depuis les structures anthropologiques de l'imaginaire jusqu'à l'Introduction à la mythodologie : Mythes et sociétés (1996), il a développé et mis en évidence une théorie de la mythodologie, dont les outils sont notamment la mythocritique et la mythanalyse, ainsi que les applications de cette mythodologie dans des œuvres littéraires, philosophiques, historiques, sociologiques, anthropologiques. La mythanalyse est une extrapolation de la mythocritique à la collection de toutes les redondances, toutes les leçons d’une travée mythique qui se résume et se conceptualise en un mythologème.
Le terme de mythocritique, dont il use plutôt que celui de mythanalyse, définit une méthode d'analyse scientifique des mythes afin d'en tirer non seulement le sens psychologique mais également le sens sociologique. Il s'agit d'élargir le champ individuel de la psychanalyse, dans le sillage de l'œuvre de Jung, et de dépasser la réduction symbolique simplificatrice de Freud. Pour Durand, cela repose sur l'affirmation du "polythéisme" (M.Weber) des pulsions de la psyché. Il précise encore que la mythanalyse « est une analyse des mythes en tension dans une certaine société, à une certaine époque." tout en esquissant une mythanalyse du XVIIe siècle comme « tigré », à la fois apollinien, ou diurne et dionysiaque ou nocturne.
Il a établi une grammaire structurelle de ce qu'il appelle les « mythèmes », les éléments mythiques, qui se configurent selon divers axes (postural, copulatif, digestif) selon les structures (héroïque, mystique et dramatique) et selon les régimes (diurne ou nocturne). Il a également travaillé à une « mythocritique » des œuvres d'art, notamment de La chartreuse de Parme.

### Hervé Fischer
Hervé Fischer, ancien élève de Normale Sup de la rue d'Ulm en philosophie (1964), quand il était maître de conférence à l'université Paris V, a davantage consacré ses activités à l'« art sociologique » (le Centre Pompidou lui a consacré une rétrospective "Hervé Fischer et l'art sociologique" en 2017). C'est en partant de la sociologie, de la psychanalyse, de la phénoménologie et des neurosciences, qu'il arrive à la nécessité d'élaborer une nouvelle approche, la « mythanalyse », pour élucider le mythe de l'art et l'idéologie des avant-gardes des années 1970. Il l'aborde dans son livre intitulé L'histoire de l'art est terminé, 1981, où il consacre un chapitre conclusif à la mythanalyse, qu'il présente comme l'analyse des mythes contemporains qui gouvernent nos idéologies collectives et expriment nos rapports de force sociaux. Selon lui, nous nous croyons modernes, mais nous dépendons aujourd'hui, tout autant que les Anciens de représentations mythiques, qui se traduisent dans nos croyances — religieuses, rationalistes et politiques — aussi bien que dans la syntaxe et les métaphores de notre langage. Selon Hervé Fischer, notre rapport au monde demeurera toujours mythique. Nous naissons et nous mourons homo fabulator. Il postule que "Tout ce qui est fabulatoire est réel, tout ce qui est réel est fabulatoire", ajoutant que "ce postulat fondamental de la mythanalyse n'est pas un pléonasme, mais une construction dynamique incessante".
Hervé Fischer propose un récit et des concepts alternatifs à la psychanalyse freudienne. Abandonnant la psychologie des profondeurs de Freud et Jung, mais aussi la métaphore de surface de Lacan, il propose une conception biologique basée sur la succession des stades de développement des facultés fabulatoires, selon un bestiaire: le stade fœtal, le stade du chaos, le stade du carré parental, de stade de la tortue sur le dos, le stade de l'ourson, le stade du pingouin, le stade du homard, le stade du papillons, le stade adulte et enfin le stade de la conscience augmentée. Cette nouvelle conception propose aussi une alternative au schéma thérapeutique de la psychanalyse classique. Il distingue l'inconscient singulier, biologique, inscrit dans nos réseaux neuronaux individuels, de l'imaginaire, qui est inscrit dans la mémoire consciente de l'histoire et la culture sociales. Et selon lui, la mythanalyse dépasse le caractère individuel biographique de la psychanalyse pour s'engager dans l'analyse des imaginaires sociaux, donc collectifs, sans en appeler à des archétypes de type jungien. Il affirme que l'inconscient collectif n'existe pas. C'est, selon lui, une fabulation jungienne idéaliste, "gazeuse", qu'il rejette. De nature idéologique, les mythes qui nous gouvernent naissent, meurent et se métamorphosent, en reflétant l'évolution de nos structures sociales et familiales. La mythanalyse est elle-même une théorie-fiction, qui démystifie jusqu'à un certain degré seulement, par une approche rationaliste critique des langages sociaux, dont elle ne peut éviter d'user elle-même, notre aveuglement aux mythes qui nous déterminent dans nos valeurs et nos comportements. On en peut repérer l'évolution dans les changements de cosmogonie des sociétés. Elle permet ainsi éventuellement une lucidité qui pourrait déboucher sur une thérapie sociale ou « civilisationnelle ».
Hervé Fischer, à la différence de Gilbert Durand, ne se présente pas comme un historien des mythologies, mais s'intéresse avant tout aux mythes actuels. Il souligne "l'exigence d'actualité de la mythanalyse". Il a repris et développé ces idées dans Mythanalyse du futur, puis dans  Cyberprométhée, l'instinct de puissance à l'âge du numérique (où il ajoute Prométhée aux instincts freudiens Éros et Thanatos), Nous serons des dieux et La société sur le divan. Éléments de mythanalyse.
Ni Gilbert Durand, ni Hervé Fischer n'inscrivent la mythanalyse dans le courant psychanalytique. Gilbert Durand se situe dans le courant de la recherche mythologique jungienne et structuraliste, et Hervé Fischer, très polémiste par rapport à la psychanalyse, dont il propose une critique politique et mythanalytique, représente le courant athée, humaniste et matérialiste de la mythanalyse. Il se réfère à la construction biologique de la mémoire au cours des premières années de l'individu dans la matrice fabulatoire et dynamique du «carré parental»: la mère, le père, l'autre (la sociogenèse) et le nouveau-né/monde. Pour Hervé Fischer, «c'est le monde qui vient au nouveau-né» et non pas le contraire que véhicule le langage courant. Au début le nouveau-né distingue mal son corps du monde qui l'entoure (Piaget et Mendel). Et «de la lumière qu'il perçoit à travers ses paupières, dans laquelle le monde émerge à lui, il fera un dieu créateur : Theos, Zeus, Dieu, le jour - el dia - le soleil des Incas)». Hervé Fischer pense que c'est dans les premières prises de conscience et la fabulation biologique du nouveau-né qu'il faut chercher l'origine du monde qui naît des ténèbres, dont les mythologies nous proposent tant de récits divers (http://mythanalyse.blogspot.ca/). On trouvera sur le site de la Société internationale de mythanalyse (), qu'il a fondée, les postulats fondamentaux qu'il dégage de ses recherches et propose au débat.

### Autres auteurs
Il existe un important courant jungien de la mythanalyse, animé notamment par Michel Cazenave et Pierre Solié, qui ont travaillé à partir de la psychanalyse jungienne sur la culture et, dans le cas de Pierre Solié, en thérapie. En 2007, Michel Cazenave a présidé le Groupe d'études C. G. Jung de Paris et appliqué la théorie jungienne à de nombreuses œuvres littéraires et notamment à la légende de Tristan et Iseult. Il a organisé les "Rencontres Pierre Solié" sur le thème "La Mythanalyse" à l'abbaye de Sylvanès. On lira aussi utilement Jean-Jacques Wunenburger, (l'image et le sacré), Orazio Maria Valastro dans le domaine des autobiographies (Thrinakia), Anne Clancier, Pierre Rajotte et Pierre Brunel (mythocritique) dans le domaine de la littérature. Michel Cautaerts a publié deux ouvrages de mythanalyse: "Couples des dieux couples des hommes" et "Je tu(e) il. Psychanalyse et mythanalyse des perversions" qui précisent les liens entre psychanalyse jungienne et les problèmes cliniques.
Plus récemment, des auteurs de plus en plus nombreux développent une approche mythanalytique dans le domaine des productions culturelles, notamment la littérature et le cinéma. L'Université de Grenoble 3 en France, l'université de Sherbrooke au Québec y consacrent des laboratoires de recherche. Cependant ces démarches démontrent une grande diversité d'inspiration théorique et de méthodologie. De nouveaux auteurs publient, tels que Christian Gatard, Georges Lewi. Divers courants peuvent être rapprochés de la mythanalyse, tels que l'anthropoïétique développée par l'écrivain québécois Pierre Ouellet, dans laquelle il s'interroge sur la construction de l'identité personnelle en fonction des contextes culturels (ce que Hervé Fischer nomme "l'autre" dans le carré parental).